# Epania pudens
Epania pudens är en skalbaggsart som beskrevs av Holzschuh 1993. Epania pudens ingår i släktet Epania och familjen långhorningar. Inga underarter finns listade i Catalogue of Life.